# 남십자자리 제타
남십자자리 제타(ζ Crucis)는 천구 남반구의 남십자자리 방향으로 지구로부터 약 360 광년 떨어져 있는 쌍성계이다. 겉보기등급은 4.06으로 맨눈으로 볼 수 있다. 제타는 전갈자리-센타우루스자리 성협 내 '낮은 센타우루스자리-남십자자리 하위그룹'에 속해 있다.
남십자자리 제타는 이중선 분광쌍성이다. 별의 스펙트럼은 분광형 B2.5 V로 B형 주계열성의 특성과 부합된다. 제타 옆에는 겉보기 등급 +12.49의 어두운 안시 동반성이 있다.